# Capital Region International Airport
Capital Region International Airport (IATA: LAN, ICAO: KLAN, FAA LID: LAN), tidigare känd som Lansing Capital City Airport, är en flygplats nära Lansing, Michigan i USA.  2000 var antalet passagerare 656.703.  2011 var antalet passagerare 358.307.  Från flygplatsen finns det tio resmål att välja bland.  Största operatören är Delta Air Lines.

## Flygbolag och destinationer

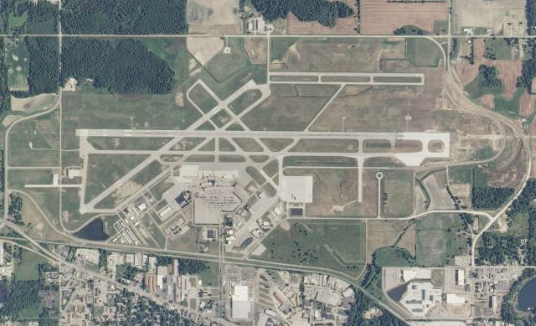
Satellitbild över Lansing Capital Region International Airport.

Flygplatsen har en terminaler.
| Flygbolag                                      | Destinationer                                                                |
| ---------------------------------------------- | ---------------------------------------------------------------------------- |
| Allegiant Air                                  | Orlando-Sanford                                                              |
| Apple Vacations operatör: Sun Country Airlines | säsongsmässiga: Cancún, Puerto Vallarta, Punta Cana                          |
| Delta Connection operatör: Chautauqua Airlines | säsongsmässiga: Detroit                                                      |
| Delta Connection operatör: Pinnacle Airlines   | Detroit, Minneapolis/St. Paul                                                |
| Delta Connection operatör: SkyWest Airlines    | säsongsmässiga: Detroit, Minneapolis/St. Paul                                |
| Sun Country Airlines                           | Minneapolis/St. Paul, Washington-National säsongsmässiga: Las Vegas, Orlando |
| United Express operatör: ExpressJet Airlines   | Chicago-O'Hare                                                               |
| United Express operatör: SkyWest Airlines      | Chicago-O'Hare                                                               |